# Sel'm
Sel'm（セルム）は、日本のヴィジュアル系ロックバンド。

## 概要
バンド名はフランス語で「血清」を意味するSérumに由来する。元々Sel'mは造語で、どこにも属さないようなイメージと音の響きから名付けられた。ファンの呼び名は「素敵人」。
ドラムスのMANJﾞとベースの拓磨、蜉蝣のローディーのギターの椿が知り合ったことで楽器陣が集まり、2004年秋にトラ、椿、拓磨、MANJﾞで結成。2008年11月10日にギターのNagiが加入する。
2011年4月にヴォーカルのトラとギターのNagiが脱退し、バンドは活動休止となる。同月20日、2010年7月に急逝した蜉蝣のヴォーカリスト大佑のニューアルバム『漆黒の光』にMANJﾞ、椿、拓磨が参加。12月、新ヴォーカルに龍蛾、新ギターにじょんを迎え活動を再開する。
2013年3月、PENICILLINの千聖プロデュースによるオムニバスアルバム『BRAND NEW WAVE』に書き下ろしの新曲を提供し、「BRAND NEW WAVE TOUR 2013」（5公演）に出演。
2014年10月19日、方向性の違いからギターのじょんが脱退。
2015年に結成11年を迎え、4人体制で初音源となる「Scarlet of the guilty」を2月18日にリリース。4月18日に目黒鹿鳴館で11周年ライヴ「11th Anniversary Sel'm ONE MAN LIVE『ANTHOLOGY』」を開催。
同年9月、MANJﾞが持病の腰椎椎間板ヘルニアの症状悪化により、9月12日の新宿LOFTワンマン公演を以って休養。サポートドラムにDEATHGAZEの直樹を迎えることが発表された。
2016年11月28日、解散。

## メンバー
- Vocal：龍蛾（りゅうが、2月6日 - ） B型 兵庫県出身
  - 経歴：→Velours→Sel'm

- Guitar：椿（つばき、1月30日 - ） 血液型不明 東京都出身
  - 経歴：→ISOLA→[Alice]∽Madiel→Sel'm
  - 蜉蝣のローディーをしていた[1]。

- Bass：拓磨（たくま、7月24日 - ） A型 神奈川県出身
  - 経歴：→Luclia→Ludia le Moise→Sel'm
  - DIR EN GREYのローディーをしていた。

- Drums：MANJﾞ（まんじ、1月16日 - ） A型 群馬県出身
  - 経歴：→Sel'm
  - DIR EN GREYローディー、MERRYドラムチューナーをしていた。

### 旧メンバー
- Vocal：トラ（4月2日 - ） AB型 千葉県出身
  - 経歴：→ ギルガメッシュ → Sel'm → STEREO.C.K
- Guitar：Nagi（なぎ、11月25日 - ） O型 東京都出身
- Guitar：じょん（7月21日 - ） O型 東京都出身
  - 経歴：→ 東京ヒーローズ → 人格ラヂオ → Sel'm → ZERO MIND INFINITY

## ディスコグラフィ

### シングル
| 発売日         | タイトル              | 規格品番      |
| -------------- | --------------------- | ------------- |
| 2006年1月14日  | アンソロジー          | BNSM-001      |
| 2006年10月4日  | dyed vacancy          | BNSM-003      |
| 2007年4月4日   | ロイド                | BNSM-004      |
| 2009年1月14日  | Creature              | BNSM-006      |
| 2009年9月30日  | VOICE                 | BNSM-008      |
| 2010年6月2日   | ARROWS                | BNSM-010〜011 |
| 2011年3月5日   | dusty doll            | BNSM-012      |
| 2012年11月14日 | brave                 | BNSM-015      |
| 2013年7月31日  | Dears                 | BNSM-017      |
| 2015年2月18日  | Scarlet of the guilty | BNSM-020      |

### ミニアルバム
| 発売日        | タイトル   | 規格品番 |
| ------------- | ---------- | -------- |
| 2006年6月14日 | resistance | BNSM-002 |
| 2009年5月20日 | DIVE       | BNSM-007 |
| 2013年12月4日 | iconocrasm | BNSM-018 |
| 2014年4月16日 | violations | BNSM-019 |

### アルバム
| 発売日         | タイトル           | 規格品番 |
| -------------- | ------------------ | -------- |
| 2008年1月16日  | brilliant force    | BNSM-005 |
| 2012年5月2日   | illegal other side | BNSM-013 |
| 2015年10月21日 | 玲瓏               | BNSM-021 |

### 無料配布・会場限定販売音源
| 発売日         | タイトル             | 備考                                                   |
| -------------- | -------------------- | ------------------------------------------------------ |
| 2005年4月4日   | -DEVASTATION-        | 444枚無料配布MD                                        |
| 2005年11月10日 | 嘲笑の月             | 期間限定・会場限定発売                                 |
| 2006年5月6日   | DEAD LOCK            | 会場限定発売                                           |
| 2006年9月16日  | 渇いた膜に蜜を添えて | 目黒鹿鳴館公演無料配布音源                             |
| 2006年12月22日 | N∞°C                 | 会場限定発売                                           |
| 2007年11月17日 | 影                   | 高田馬場AREA公演無料配布音源                           |
| 2007年11月17日 | 神義眼               | 高田馬場AREA公演無料配布音源                           |
| 2009年11月11日 | CROSS COUNTER        | 会場限定販売                                           |
| 2012年8月19日  | CREEPING JESUS       | 会場限定販売                                           |
| 2012年12月21日 | Crazy Dreamer        | 東名阪ワンマンツアー【brave a danger】会場限定販売音源 |